# 约翰·马伯格
约翰·哈尔满·马伯格三世（John Harmen Marburger, III，1941年2月8日—2011年7月28日）是美国前总统布什的首席科学顾问，并且担任了科学和技术政策办公室主任、石溪大学校长。2011年7月28日因非霍奇金淋巴瘤（NHL）逝世。

## 外部連結
- John H. Marburger, Bush Science Adviser, Dies at 70 - NYTimes.com （页面存档备份，存于）